# 恩古纳瓦尔 (澳大利亚首都特区)
恩古纳瓦尔是澳大利亚堪培拉甘加林城区西北部的一个郊区，在东部与阿马鲁、蒙克里夫接壤，在西部与凯西隔着Horse Park Drive接壤，在西南部则与尼科尔斯隔着Gungahlin Drive接壤，并在西南面直接和甘加林城区接壤。距甘加林镇中心和堪培拉市中心分别为约4公里和13公里。该区得名于该地区的原住民恩古纳瓦尔人。并于1992年4月24日在宪报公布。

## 地名
恩古纳瓦尔的地名与澳大利亚土著文化有关。例如：
- Marungul Avenue上的薇尔莉特公园于1993 年以Ngunnawal酋长约瑟宾·薇尔莉特·布鲁格尔的名字命名。2017年安装了名为“酋长会议场所”的纪念艺术品，以纪念薇尔莉特的一生和社区贡献[3]。
- Wanganeen Avenue得名于著名原住民事务活动家肯·旺加宁。
- Jabanungga Avenue大道是该郊区的主要道路之一，得名于当地原住民舞蹈家和音乐家罗伯特·加本噶。
- Yerra Court得名于恩古纳瓦尔语中“游泳”一词。
- Bural Court得名于恩古纳瓦尔语中“太阳”一词。
- Mundawari Circuit得名于恩古纳瓦尔语中的“袋狸”一词。
- Bargang Crescent得名于恩古纳瓦尔语中的“蜜味桉”一词。

此外，Anthony Rolfe Drive得名于开发了两个重要宅基地的安东尼·罗尔夫。他在这方面发挥了重要作用。

## 设施

### 教育
恩古纳瓦尔有以下教育设施：
- 恩古纳瓦尔幼儿园
- 恩古纳瓦尔小学（还设有科里幼儿园）[4]，位于Unaipon Avenue（1992年以David Unaipon命名[5]）

### 商店
恩古纳瓦尔有两个小型购物中心。恩古纳瓦尔购物中心位于Wanganeen Avenue和Jabanungga Avenue的拐角处，设有Spar超市、面包店、外卖店、药房、健身房以及配备专职医疗设施的医疗诊所。IGA商店位于恩古纳瓦尔东部地区的Mirrabei Drive。

### 图书馆
阿拉巴努街图书馆位于恩古纳瓦尔。

### 住房
恩古纳瓦尔主要由住宅物业组成。一个名为“Broadview Estate”的住宅区位于恩古纳瓦尔的西北边缘。有一个名为“The Grove”的退休村。

### 景点
Gold Creek Homestead位于恩古纳瓦尔。

### 教堂
新生命长老会教堂位于旺加宁大道107号。

## 地质
恩古纳瓦尔区位于堪培拉组上，基岩形成于志留纪中期晚期。1971年，澳大利亚国立大学的JP Ceplecha对该地区进行了比堪培拉许多其他地区更详细的研究。
恩古纳瓦尔的大部分地区以板条页岩和泥岩为主。西北角发现英安岩和石英安山岩。郊区西半部有一层凝灰岩形成V形地表暴露。在东角发现了一个较小的N形凝灰岩露头V河东边露出一处弯形的灰石露头。
岩石的结构是通过褶皱确定的。褶皱呈北-北东方向排列，并向南-西南方向倾斜。背斜决定了V字形指向西南方向的点。另一个背斜决定了弯曲形状的末端。向斜决定了弯曲的顶部。迪肯断层大致平行于金宁德拉溪东南侧的褶皱轴。